# ニコルヴォ
ニコルヴォ（伊: Nicorvo）は、イタリア共和国ロンバルディア州パヴィーア県にある、人口約300人の基礎自治体（コムーネ）。

## 地理

### 位置・広がり

#### 隣接コムーネ
隣接するコムーネは以下の通り。括弧内のNOはノヴァーラ県所属を示す。
- アルボネーゼ
- ボルゴラヴェッツァーロ (NO)
- カステルノヴェット
- チェレット・ロメッリーナ
- モルターラ
- ロッビオ

### 気候分類・地震分類
気候分類では、zona E, 2614 GGに分類される。
また、イタリアの地震リスク階級 (it) では、zona 4 (sismicità molto bassa) に分類される
。